# Ursula Krechelová

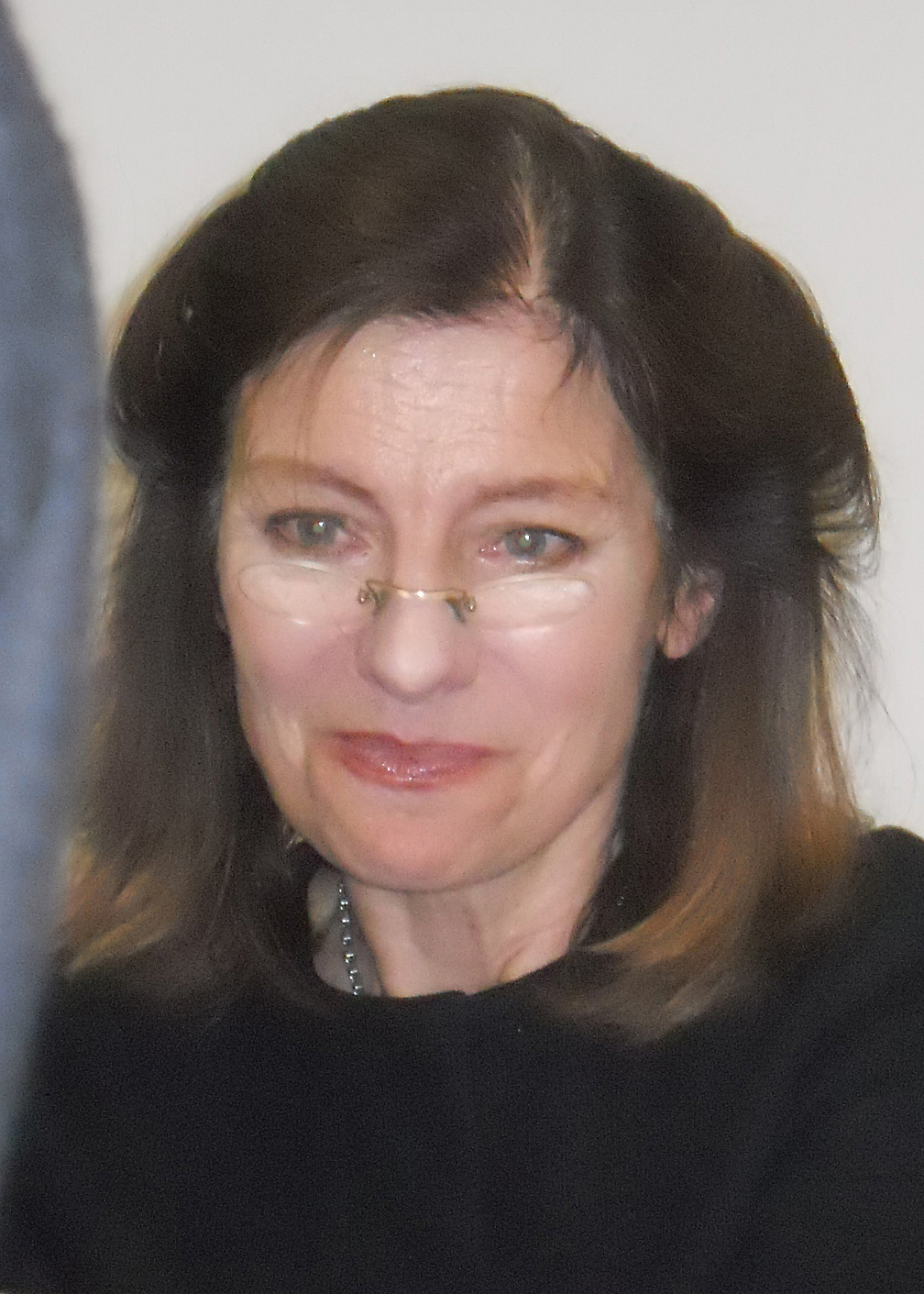
Ursula Krechel (2013, autor: Artmax)

Ursula Krechel (přechýleně Ursula Krechelová, * 4. prosince 1947 Trevír) je německá spisovatelka. Roku 2012 se stala laureátkou Německé knižní ceny za román Landgericht (Zemský soud). Právě na motivy této knihy vzniká v produkci německé televizní stanice ZDF dvoudílný televizní snímek, který se natáčel mj. i v České republice, konkrétně v Liberci, Českém Dubu, Ústí nad Labem a Mladé Boleslavi.

## Biografie
Její otec byl psycholog, matka jí časně zemřela. Studovala germanistiku, dějiny umění a divadelní vědu. Roku 1971 obhájila na univerzitě v Kolíně disertační práci o divadelním kritikovi Herbertu Iheringu. Následně pracovala dva roky jako dramaturgyně v Dortmundu.

### Přehled děl v originále (výběr)

#### Próza
- Stark und leise: Pionierinnen.[9] 1. vyd. Jung u. Jung Verlag, 2015. 288 S.
- Landgericht: Roman.[10] Jung und Jung Verlag, 2012 (brožované vydání, btb Verlag, 2014. 512 S.)
- Shanghai fern von wo: Roman. 1. vyd. Jung und Jung Verlag, 2008. (2. vyd. btb Verlag, 2010. 507 S.)
- Der Übergriff: Erzählung. Jung und Jung Verlag, 2001. 160 S.
- In Zukunft schreiben: Handbuch für alle, die schreiben wollen. 1. vyd. Jung und Jung Verlag, 2003. 215 S. (3. vydání 2014)
- Die Freunde des Wetterleuchtens: Erzählungen. Luchterhand Literaturverlag, 1990. 162 S.
- Sizilianer des Gefühls. 1. vyd. Suhrkamp Verlag, 1993. 202 S.
- Mit dem Körper des Vaters spielen: Essays. 1. vyd. Suhrkamp Verlag, 1992. 260 S.
- Selbsterfahrung und Fremdbestimmung: Bericht aus der Neuen Frauenbewegung. Hermann Luchterhand Verlag, 1983. 217 S.
- Zweite Natur: Szenen eines Romans Luchterhand, 1981.

#### Poesie
- Jäh erhellte Dunkelheit: Gedichte. Jung und Jung Verlag, 2010. 104 S.
- Mittelwärts. Gedicht. Klampen, 2006.
- Stimmen aus dem harten Kern. Gedicht. Jung und Jung Verlag, 2005.
- Verbeugungen vor der Luft. Gedichte. Residenz, 1999.
- Ungezürnt: Gedichte, Lichter, Lesezeichen. 1. vyd. Suhrkamp Verlag, 1997. 204 S.
- Landläufiges Wunder: Gedichte. Suhrkamp Verlag, 1995. 104 S.
- Technik des Erwachens: Gedichte. 1. vyd. Suhrkamp Verlag, 1992. 120 S.
- Vom Feuer lernen: Gedichte. Luchterhand, 1985.
- Verwundbar wie in den besten Zeiten: Gedichte. Luchterhand, 1979. 83 S.
- Nach Mainz. Gedichte. Luchterhand, 1977.

#### Drama
- Erika (1974).[11] Premiéra: Mühlheimer Stadthalle (Gastspiel Westfälisches Landestheater Castrop-Rauxel), 8. 6. 1974, režie: Dietmar Pflegerl, tiskem: Theater heute, 1974, č. 8. s. 37–46.
- Aus der Sonne. Theaterstück (1985). Tiskem: Frankfurt/M.: Verlag der Autoren, 1985.
- Sitzen Bleiben Gehen. Nachspiel auf dem Theater (1988). Premiéra: Literaturhaus Berlin, 14. 8. 1988, režie: Heinz Rudolf Müller, tiskem ve sborníku Ursula Krechel / Karin Reschke / Gisela von Wysocki: Tribunal im Askanischen Hof. Drei Theatertexte nach einem fiktiven Stück von Jorge Semprun und einem Brief Franz Kafkas. Mit Sätzen von Franz Kafka und Jorge Semprun. Berlin: Literaturhaus Berlin, 1989. (= Texte aus dem Literaturhaus Berlin 3). s. 5–22, rozšířené vydání pod názvem Sitzen Bleiben Gehen. Ein Aufbruch in drei Sätzen. Frankfurt/M.: Verlag der Autoren, 1990.

#### Filmové a televizní projekty
- Erika. Režie: Falk Harnack, ZDF, 9. 7. 1976
- Ich bin eine erstklassige Schriftstellerin zweiter Güte. Die Karriere der Vicki Baum. Scénář a režie společně s Herbertem Wieserem, Hessischer Rundfunk, 1986
- Theater zwischen Coctailparty und Carambolage. Die Dramatikerin Gerlind Reinshagen. Scénář a režie, 3sat. 1992.